# Erioptera seminole
Erioptera seminole är en tvåvingeart som beskrevs av Alexander 1933. Erioptera seminole ingår i släktet Erioptera och familjen småharkrankar. Inga underarter finns listade i Catalogue of Life.